# Madonne di Raffaello
Questa pagina elenca i dipinti raffiguranti le Madonne di Raffaello. In totale le opere presenti in questa pagina sono 46.

## Le Madonne di Raffaello
| Immagine | Titolo                                               | Data            | Tecnica  | Supporto                   | Dimensioni in cm | Paese              | Città                     | Luogo di conservazione       |
| -------- | ---------------------------------------------------- | --------------- | -------- | -------------------------- | ---------------- | ------------------ | ------------------------- | ---------------------------- |
|          | Madonna di Casa Santi                                | 1498 circa      | affresco | parete                     | 97×67            | Italia             | Urbino                    | Casa di Raffaello            |
|          | Madonna Solly                                        | 1500-1504       | olio     | tavola                     | 52×38            | Germania           | Berlino                   | Gemäldegalerie               |
|          | Madonna col Bambino tra i santi Girolamo e Francesco | 1500-1504       | olio     | tavola                     | 34x29            | Germania           | Berlino                   | Gemäldegalerie               |
|          | Madonna di Pasadena                                  | 1503 circa      | olio     | tavola                     | 55x40            | Stati Uniti        | Pasadena                  | Norton Simon Museum          |
|          | Madonna Diotallevi                                   | 1504 circa      | olio     | tavola                     | 69x50            | Germania           | Berlino                   | Bode-Museum                  |
|          | Madonna Connestabile                                 | 1504 circa      | olio     | tavola trasportata su tela | 17,9×17,9        | Russia             | San Pietroburgo           | Museo dell'Ermitage          |
|          | Madonna del Granduca                                 | 1504 circa      | olio     | tavola                     | 84,4x55,9        | Italia             | Firenze                   | Galleria palatina            |
|          | Piccola Madonna Cowper                               | 1504-1505 circa | olio     | tavola                     | 58x43            | Stati Uniti        | Washington                | National Gallery of Art      |
|          | Madonna Terranuova                                   | 1504-1505       | olio     | tavola                     | 87x87            | Germania           | Berlino                   | Gemäldegalerie               |
|          | Madonna d'Orleans                                    | 1506 circa      | olio     | tavola                     | 29x21            | Francia            | Chantilly                 | Museo Condé                  |
|          | Sacra Famiglia con san Giuseppe imberbe              | 1506 circa      | olio     | tavola                     | 74x57            | Russia             | San Pietroburgo           | Museo dell'Ermitage          |
|          | Sacra Famiglia con palma                             | 1506 circa      | olio     | tavola trasportata su tela | 101,5x101,5      | Regno Unito        | Edimburgo                 | National Gallery of Scotland |
|          | Madonna del Belvedere                                | 1506            | olio     | tavola                     | 113×88           | Austria            | Vienna                    | Kunsthistorisches Museum     |
|          | Madonna Northbrook                                   | 1507 circa      | olio     | tavola                     | 107x77           | Stati Uniti        | Worcester (Massachusetts) | Worcester Art Museum         |
|          | Madonna del Cardellino                               | 1506 circa      | olio     | tavola                     | 107x77           | Italia             | Firenze                   | Galleria degli Uffizi        |
|          | Madonna dei garofani                                 | 1506-1507       | olio     | tavola                     | 27,9x22,4        | Regno Unito        | Londra                    | National Gallery             |
|          | Belle Jardinière                                     | 1507            | olio     | tavola                     | 122x80           | Francia            | Parigi                    | Louvre                       |
|          | Sacra Famiglia con l'agnello                         | 1507            | olio     | tavola trasportata su tela | 29x21            | Spagna             | Madrid                    | Museo del Prado              |
|          | Sacra Famiglia Canigiani                             | 1507 circa      | olio     | tavola                     | 131x107          | Germania           | Monaco di Baviera         | Alte Pinakothek              |
|          | Madonna Bridgewater                                  | 1507 circa      | olio     | tavola trasportata su tela | 81x56            | Regno Unito        | Edimburgo                 | National Gallery of Scotland |
|          | Madonna Colonna                                      | 1507 circa      | olio     | tavola                     | 77,5x56,5        | Germania           | Berlino                   | Gemäldegalerie               |
|          | Madonna Esterhazy                                    | 1508            | olio     | tela                       | 29x21,5          | Ungheria           | Budapest                  | Museo di belle arti          |
|          | Grande Madonna Cowper                                | 1508            | olio     | tavola                     | 68x46            | Stati Uniti        | Washington                | National Gallery of Art      |
|          | Madonna Tempi                                        | 1508            | olio     | tavola                     | 75x51            | Germania           | Monaco di Baviera         | Alte Pinakothek              |
|          | Madonna del Baldacchino                              | 1507-1508 circa | olio     | tela                       | 276x224          | Italia             | Firenze                   | Galleria palatina            |
|          | Madonna della Torre (o Mackintosh)                   | 1509 circa      | olio     | tavola trasportata su tela | 76,5x63          | Regno Unito        | Londra                    | National Gallery             |
|          | Madonna Aldobrandini (o Garvagh)                     | 1510 circa      | olio     | tavola                     | 38x33            | Regno Unito        | Londra                    | National Gallery             |
|          | Madonna del Diadema blu                              | 1510-1511 circa | olio     | tavola                     | 68x44            | Francia            | Parigi                    | Louvre                       |
|          | Madonna d'Alba                                       | 1511 circa      | olio     | tavola trasportata su tela | 98x98            | Stati Uniti        | Washington                | National Gallery of Art      |
|          | Madonna del Velo (o di Loreto)                       | 1511-1512       | olio     | tavola                     | 120x90           | Francia            | Chantilly                 | Museo Condé                  |
|          | Madonna di Leone X                                   | 1513            | olio     | tela                       | 119x82,5         | Svizzera           | Zurigo                    | Collezione privata           |
|          | Madonna dei Candelabri                               | 1513-1514 circa | olio     | tavola                     | 65x65            | Stati Uniti        | Baltimora                 | Walters Art Museum           |
|          | Madonna di Foligno                                   | 1511-1512       | olio     | tavola trasportata su tela | 320x194          | Città del Vaticano | Città del Vaticano        | Pinacoteca Vaticana          |
|          | Madonna Sistina                                      | 1513-1514 circa | olio     | tela                       | 265x196          | Germania           | Dresda                    | Gemäldegalerie Alte Meister  |
|          | Madonna dell'Impannata                               | 1513-1514 circa | olio     | tavola                     | 158x125          | Italia             | Firenze                   | Galleria palatina            |
|          | Madonna della Seggiola                               | 1513-1514 circa | olio     | tavola                     | 71x71            | Italia             | Firenze                   | Galleria palatina            |
|          | Madonna della Tenda                                  | 1513-1514       | olio     | tavola                     | 68,5x51,2        | Germania           | Monaco di Baviera         | Alte Pinakothek              |
|          | Madonna del Pesce                                    | 1514 circa      | olio     | tavola trasportata su tela | 215x158          | Spagna             | Madrid                    | Museo del Prado              |
|          | Madonna del Passeggio                                | 1516-1518 circa | olio     | tavola                     | 88x62            | Regno Unito        | Edimburgo                 | National Gallery of Scotland |
|          | Sacra Famiglia di Francesco I                        | 1518            | olio     | tavola trasportata su tela | 207x140          | Francia            | Parigi                    | Louvre                       |
|          | Sacra Famiglia sotto la quercia                      | 1518 circa      | olio     | tavola                     | 144x110          | Spagna             | Madrid                    | Museo del Prado              |
|          | Perla di Modena                                      | 1518-1520 circa | olio     | tavola                     | 35x30            | Italia             | Modena                    | Galleria Estense             |
|          | Madonna della Rosa                                   | 1518 circa      | olio     | tavola                     | 103x84           | Spagna             | Madrid                    | Museo del Prado              |
|          | Madonna di Bogotà                                    | 1519-1520 circa | olio     | tavola                     | ?                | Colombia           | Bogotà                    | Collezione privata           |
|          | Madonna del Divino amore                             | 1518 circa      | olio     | tavola                     | 152x125          | Italia             | Napoli                    | Museo di Capodimonte         |
|          | Piccola Sacra Famiglia                               | 1518-1519 circa | olio     | tavola                     | 38x32            | Francia            | Parigi                    | Louvre                       |